# Samuel Edozie
Samuel Ikechukwu Edozie (Lewisham, 28 januari 2003) is een Engels voetballer die bij voorkeur als middenvelder speelt. 

## Clubcarrière
Edozie speelde in de jeugd bij Millwall en Manchester City. Op 7 augustus 2021 kreeg hij van Pep Guardiola zijn kans in de basiself in de Community Shield tegen Leicester City. Op 1 september 2022 tekende hij een vijfjarig contract bij Southampton. Vanaf 4 september 2024 speelde Edozie gedurende één seizoen op huurbasis bij RSC Anderlecht.